# Чербешти (Клуж)
Чербешти (рум. Cerbești) насеље је у Румунији у округу Клуж у општини Појени. Oпштина се налази на надморској висини од 489 m.

## Становништво
Према подацима из 2002. године у насељу је живело 37 становника, од којих су сви румунске националности.